# Гуманистический капитализм
Гуманистический капитализм — концепция, которая стремится объединить гуманизм, в частности потребности людей в безопасности и охране здоровья и окружающей среды, с рыночными силами и рыночной экономикой. Его часто рассматривают как нечто среднее между идеями современного капитализма и демократическим социализмом.
Мухаммад Юнус описывает гуманистический капитализм как социально сознательный деловой мир, где инвесторы довольствуются окупаемостью своих инвестиций, но не ожидают дополнительных дивидендов. Идея гуманистического капитализма связана с идеей о том, что сегодня в экономике должны произойти фундаментальные изменения, поскольку гуманистический капитализм требует сочетания некоммерческого и коммерческого секторов. Если инвесторы смогут смириться со снижением финансовой отдачи для тех, кто находится на социальном уровне, гуманистический капитализм станет успешной движущей силой экономических и социальных изменений. Филантропия является фундаментальной концепцией гуманистического капитализма. Хотя идея гуманистического капитализма все ещё растёт, более «72% социальных предпринимателей говорят, что сбор денег — это проблема», а сбор средств является серьёзной проблемой для социальных предпринимателей, которые полагаются на филантропию в поисках поддержки и финансирования.

## Бизнес сегодня
Сегодня также существует множество предприятий, которые уже сочетают потребности окружающей среды с потребностями людей и окружающей среды. Устойчивое развитие, компания, основанная в 1987 году, определяет свою цель как «поиск решений социальных и экологических проблем, обеспечивающих долгосрочную ценность», и работала над проектами по «выявлению возможностей для создания инновационных продуктов и услуг с уменьшенным воздействием на окружающую среду».
Фонд JEP продвигает философию гуманистического капитализма для создания более доброго и щадящего экономического подхода. Принципы достаточного количества прибыли (JEP) используются компаниями для определения того, за что они выступают, как они относятся к своим клиентам и сотрудникам и как они служат человечеству.

## Другие взгляды
В основополагающей статье Уиллиса Хармана «Гуманистический капитализм: другая альтернатива» (Журнал гуманистической психологии, том 14, № 1, зима 1974 г.) он пишет:
…корпорации [должны] взять на себя активную ответственность за создание здорового общества и пригодной для жизни планеты — не как жест для улучшения корпоративного имиджа или как морально обусловленная ответственность, а потому, что это единственная разумная долгосрочная интерпретация «хорошего бизнеса». В конце концов, хорошая деловая политика должна стать единым целым с хорошей социальной политикой.
Айра Рохтер, профессор кафедры политологии Гавайского университета, продвигал гуманистический капитализм как способ восстановления власти народа Гавайев и окружающей среды. Он выступал за то, чтобы любой рост был устойчивым, самодостаточным и был ориентирован не только на прибыль, но и на потребности людей. Ещё одной ключевой концепцией гуманистического капитализма, добавил он, является демократический способ ведения экономики, основанный на «сотрудничестве [и] открытости» с целью удовлетворения потребностей населения Гавайев и окружающей среды.
Президент Либерии Уильям Толберт (1971—1980) выступал за «гуманистический капитализм» как модель экономического развития своей страны. Толберт описал свою форму «гуманистического капитализма» как сочетание свободного предпринимательства, традиционного альтруистического образа жизни в Африке и христианской морали и ценностей (последние два компонента он назвал «гуманизмом»). В своём ежегодном обращении к парламенту в январе 1977 года он заявил: «Гуманистический капитализм имеет своей главной заботой и центральным интересом отдельного человека, чья ценность и достоинство должны считаться высшими, и его никогда не следует эксплуатировать каким-либо образом, а всегда уважать и защищать». Он призвал богатых людей (американо-либерийскую элиту) инвестировать часть своего состояния или прибыли своих компаний в проекты, направленные на помощь обнищавшим массам Либерии путём повышения их уровня жизни. Создав более многочисленный предпринимательский средний класс, страна стала бы менее зависимой от иностранных инвесторов, а Либерия достигла бы какой-то самостоятельности (хотя Толберт — сам успешный бизнесмен — оставался приверженцем свободной торговли). Президент Толберт оставался приверженным гуманистическому капитализму вплоть до своего убийства в апреле 1980 года солдатами, совершившими успешный государственный переворот.
Бывший кандидат в президенты США от Демократической партии в 2020 году Эндрю Янг выступал за «капитализм, ориентированный на человека», как за кульминацию своей кампании. Янг заявил о своём стремлении к всеобщему базовому доходу и расширенной системе социальной защиты в рамках капиталистической экономики со свободным рынком.